# ケーニグセグ・CCR
ケーニグセグ・CCRは、スウェーデンの自動車メーカーであるケーニグセグが製造・販売していたスーパーカーである。
2005年2月にイタリアのナルド周回コースで387.8km/hを記録し、それまでのマクラーレン・F1の記録を抜き、ブガッティ・ヴェイロン（最高速度407km/hだがギネス非公認）が登場するまでメーカー公称値の市販車最高速度記録を保持していた車両である。
ボディはアルミニウム合金、カーボンファイバーが惜しげもなく使われており、車重は1,180kgに抑えられている。トランスミッションはレーシングカー御用達のCIMA製シーケンシャルミッションを搭載している。北米を中心に約40台が売り出された。エンジンは4.7lのアルミニウム製エンジンにツインスーパーチャージャーが組み合わせられ800PSオーバーを記録する。
スーパーカーらしくラプタードア（猛禽類の翼を連想させることから）と名付けられた、外側に迫り出してからフロント下部を支点に回転する特徴的な機構を持っている。
CCRの車両本体価格は385,000€。1ユーロ = 130円で日本円に換算すると、約5,005万円である。
後にケーニグセグCCRの公称の最高時速はイタリアのナルド・サーキットにおいて395km/h（806PS 0-100km/h加速3.2秒）と、市販車でのギネス世界記録を樹立したが、その記録は2007年にシェルビー スーパーカーズ・アルティメイトエアロ TTに塗り替えられた。（最高速度414.3km/h）
エドックス製の腕時計、ケーニグセグはこのCCRをもとにデザインされており、文字盤には最高記録の388km/hが刻まれている。
2004年～2006年までに14台が生産された。
後継車はCCX。